# 신라면
신라면(辛拉麪)은 1986년 10월 대한민국에서 출시된 대한민국의 식품회사인 농심의 라면이다.
신라면은 매운 라면으로 잘 알려져 있으며 오리지널 신라면과 2011년 처음 선보인 신라면 블랙, 신라면 건면이 생산되고 있다. 신라면 기본 포장은 면, 분말 스프, 채소 스프로 구성되어 있다. 신라면 블랙은 설렁탕 국물의 맛을 내는 추가 스프가 포함되어 있다.

## 역사
신라면은 1986년 10월 농심이 선보였다. 농심 연구개발팀은 전통 한국 요리의 하나인 소고기장국의 아이디어를 생각해냈다.
신라면을 선보인 이후 농심의 시장 점유율은 1987년 46.3%를 차지하였고 1988년 처음으로 50%를 넘어섰다.(53.8%) 신라면만으로 20% 넘게 시장 점유율을 차지하고 있으며 대한민국의 주도적인 라면 브랜드로 자리잡혀 있다.

## 이름
'辛(매울 신)'이라는 이름은 제품의 특징인 매운맛을 나타낸다. 제품에 표기는 한자로 되어있지만 한글로는 ‘신라면’, 영어로는 ‘Shin Ramyun’, 일본어로는 ‘辛ラーメン’, 중국어로는 ‘辛拉麵’ 등으로 표기한다. 국가별로 ‘라면’을 표현하는 일반적인 표현에 따라서 Shin Ramen, Shin Ramien이라고 쓰는 경우도 있다. 신라면의 신(辛)자가 한글 '푸'와 비슷하여 '푸라면'이라는 말이 생기기도 하였다. 이 별칭은 《연예인 지옥》과 《1번가의 기적》에도 등장했다.. 그리고 辛과 幸이 비슷하다는 점에서 '행라면'이라는 말도 나왔다.

## 원재료
면에는 소맥분, 팜유, 소금 등이 들어가고 분말 스프에는 마늘, 생강, 고추, 설탕 등이 들어가고 건더기 스프에는 건조 채소(표고버섯, 당근, 골파, 마늘 등)와 건조 해초가 들어있다.

## 종류

### 포장 구분
- 신라면, 신라면 컵, 신라면 큰사발, 신라면 블랙 사발, 신라면 건면 등 다섯 종류가 있다.
- 미국에서는 전자레인지 조리가 가능한 Shin Bowl(사발면 형태)이 추가로 판매되고있다.
- 일본에서는 도시락과 함께 먹을 수 있도록 작은 사이즈의 신라면 미니컵(49g)이 추가로 판매되고 있다.

### 시리즈
신라면
1986년에 출시된 신라면 시리즈의 오리지널 제품이다.

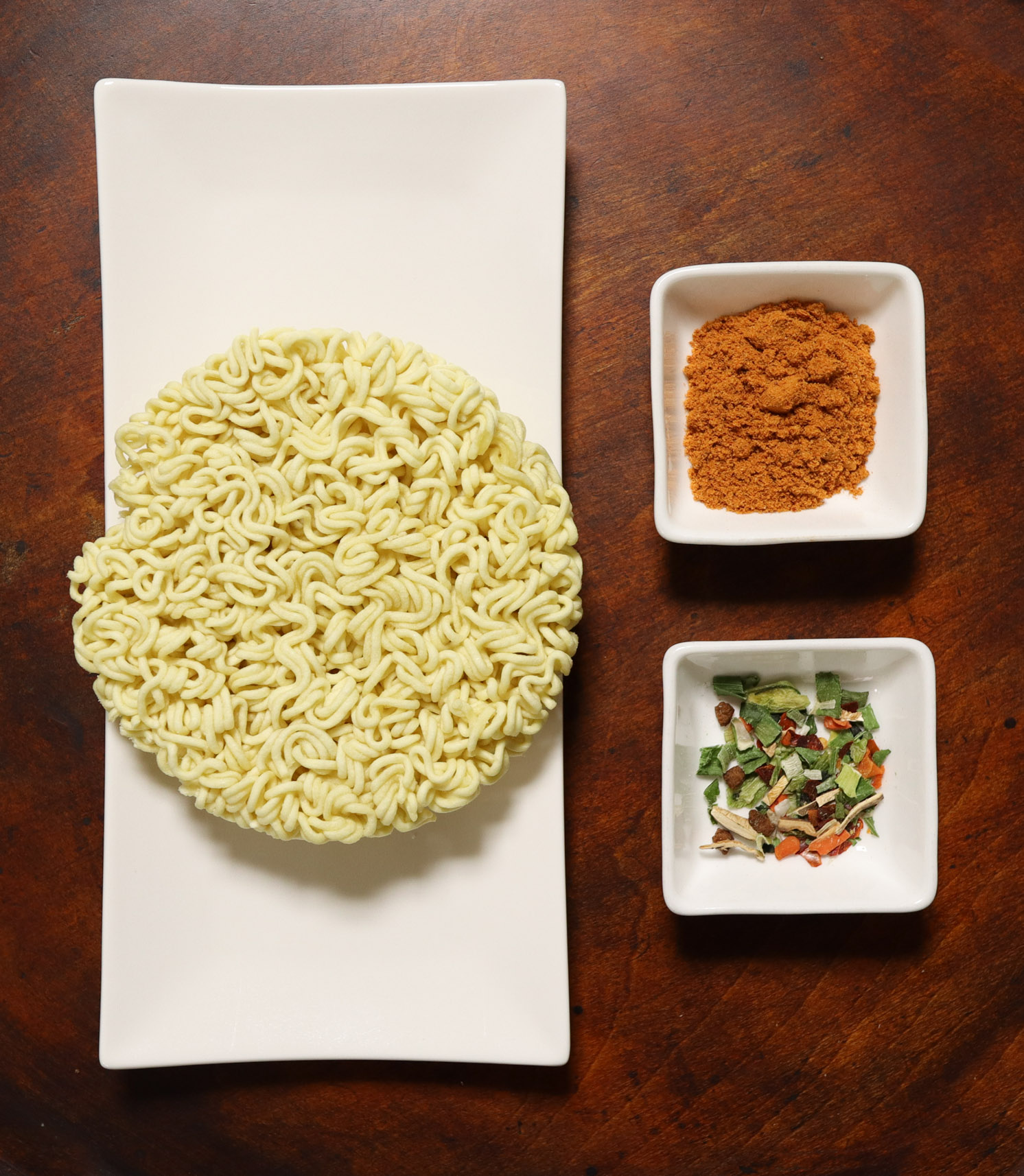
신라면 재료
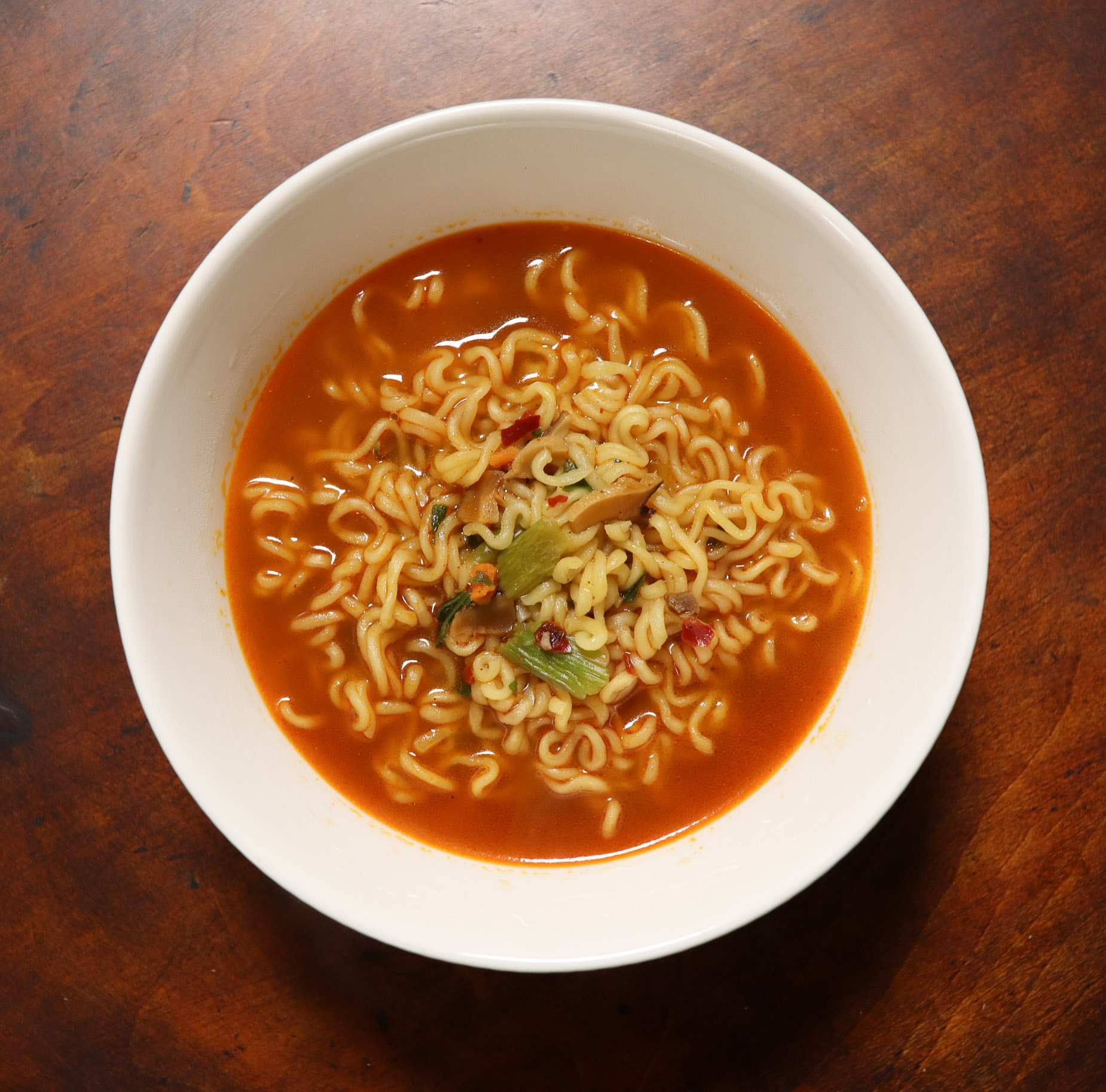
신라면
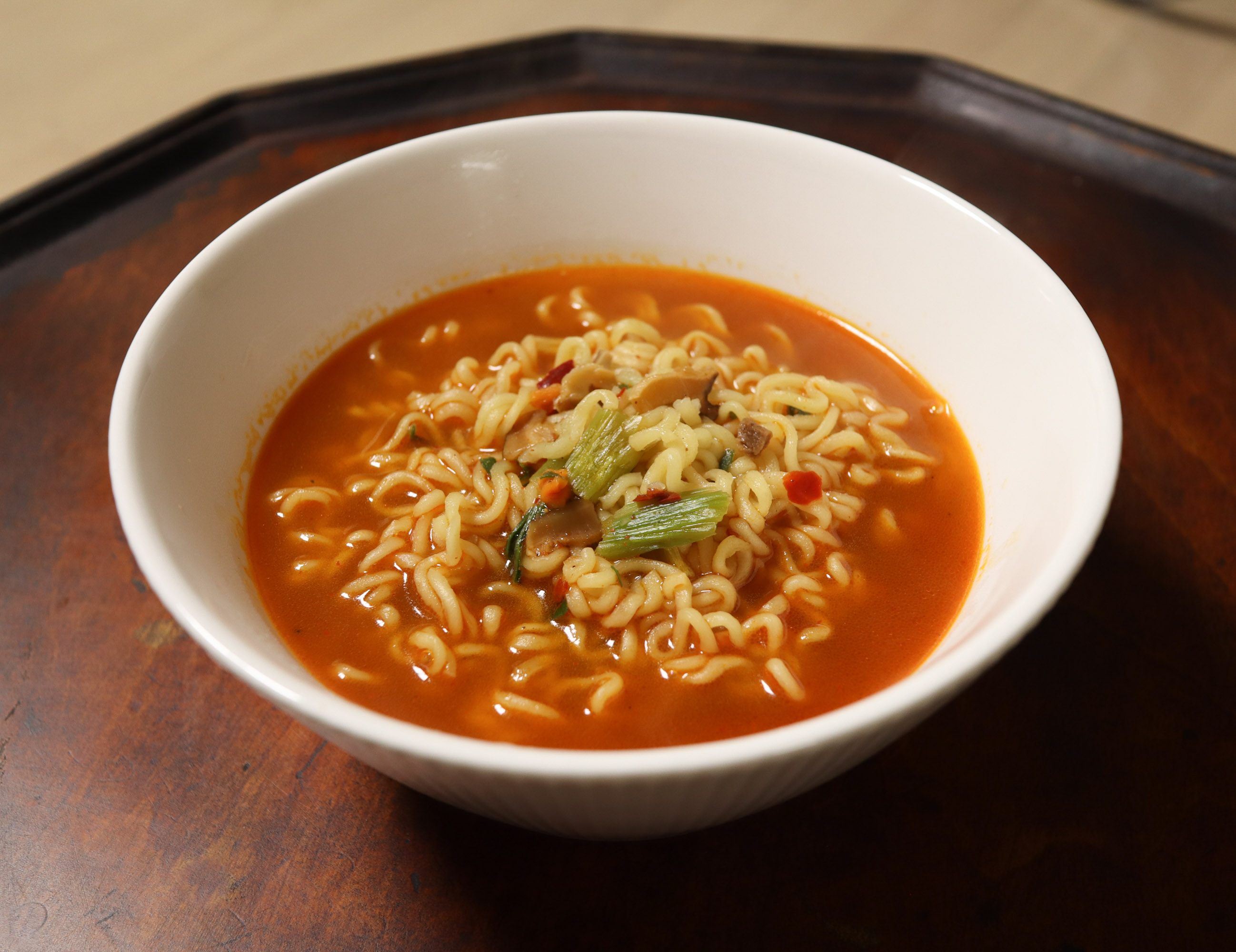
신라면

육개장 신라면
1991년도에 출시되었지만 대한민국에서 단종되었다.
신라면 김치
2008년도에 출시되었지만 대한민국에서는 단종되었다. 일반 라면보다 작은 크기(중량 84g)로 김치맛을 추가하였다. 2015년에 일본에서 '김치 신라면컵'이 출시, 시판중이다.
신라면 블랙
2011년 6월에 출시되었다. 기존 제품에 설렁탕 국물의 맛을 추가하였다.  출시 이후 허위·과장 광고 논란 때문에 판매가 한동안 중단되었다.
2012년 5월 2012년 세계 박람회 기념으로 '블랙신컵' 제품을 내놓았으며, 이후 고객 요청으로 같은 해 10월에 한동안 생산이 중단되었던 봉지면을 재출시하였다.

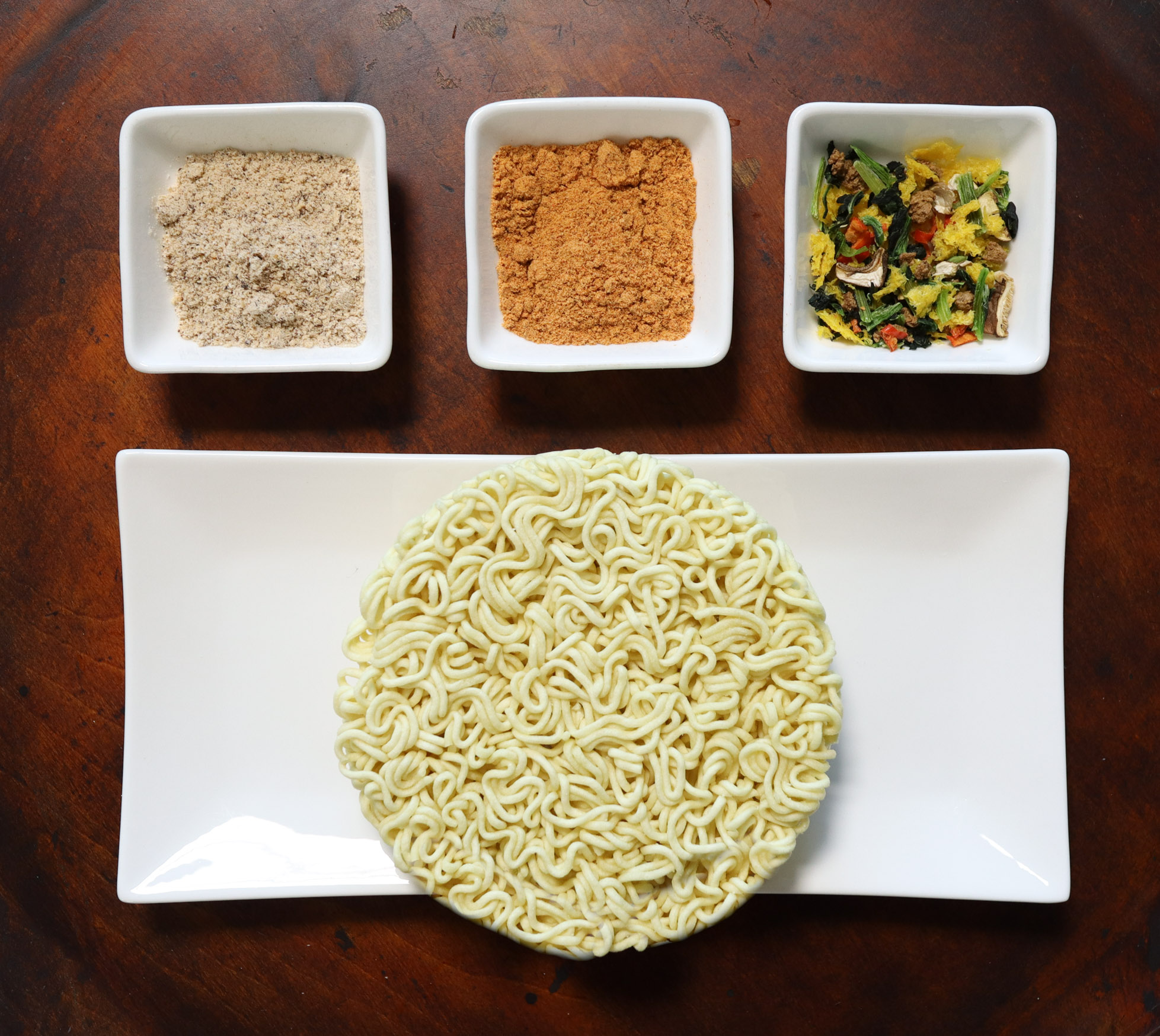
신라면 블랙 재료
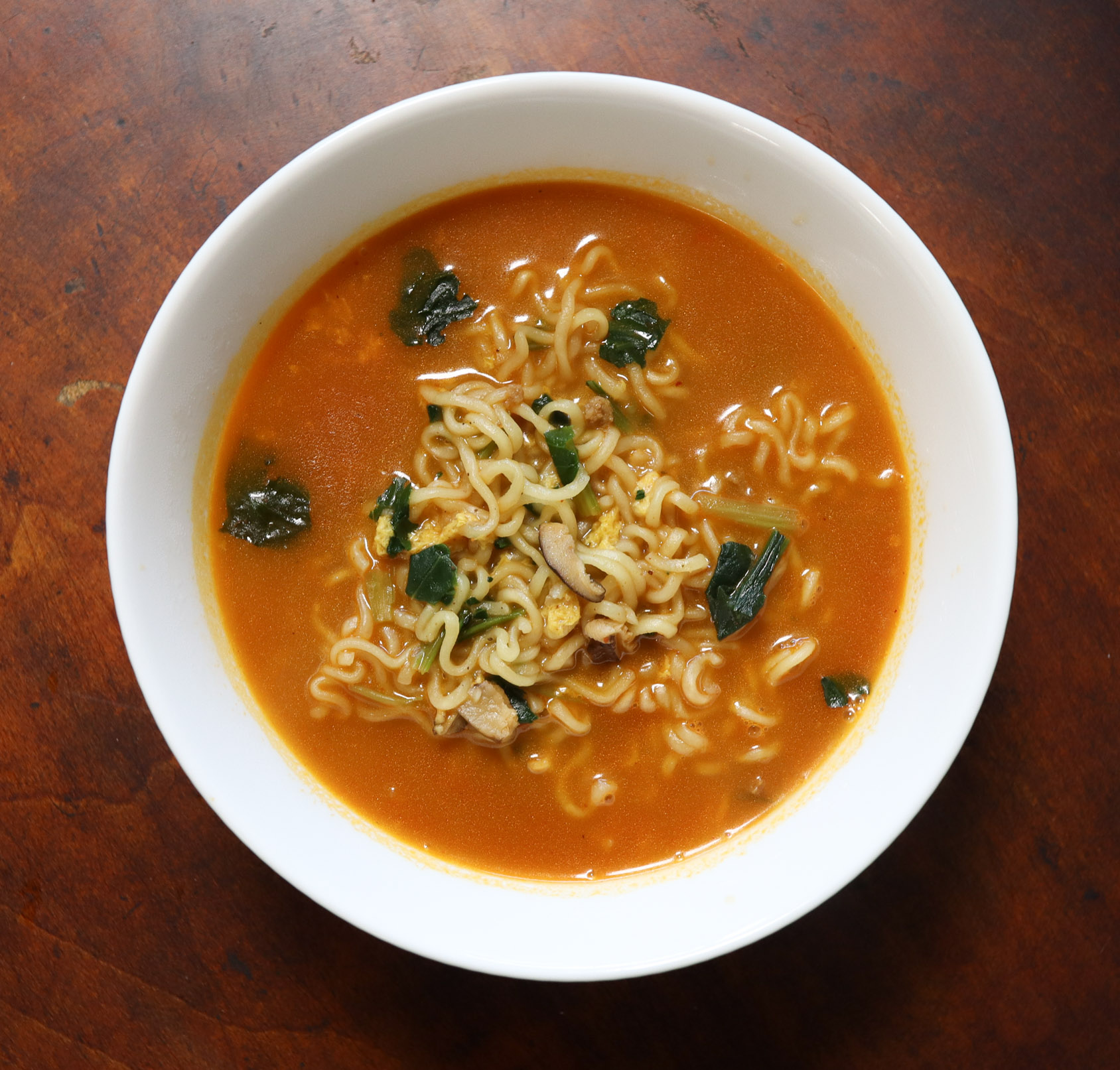
신라면 블랙
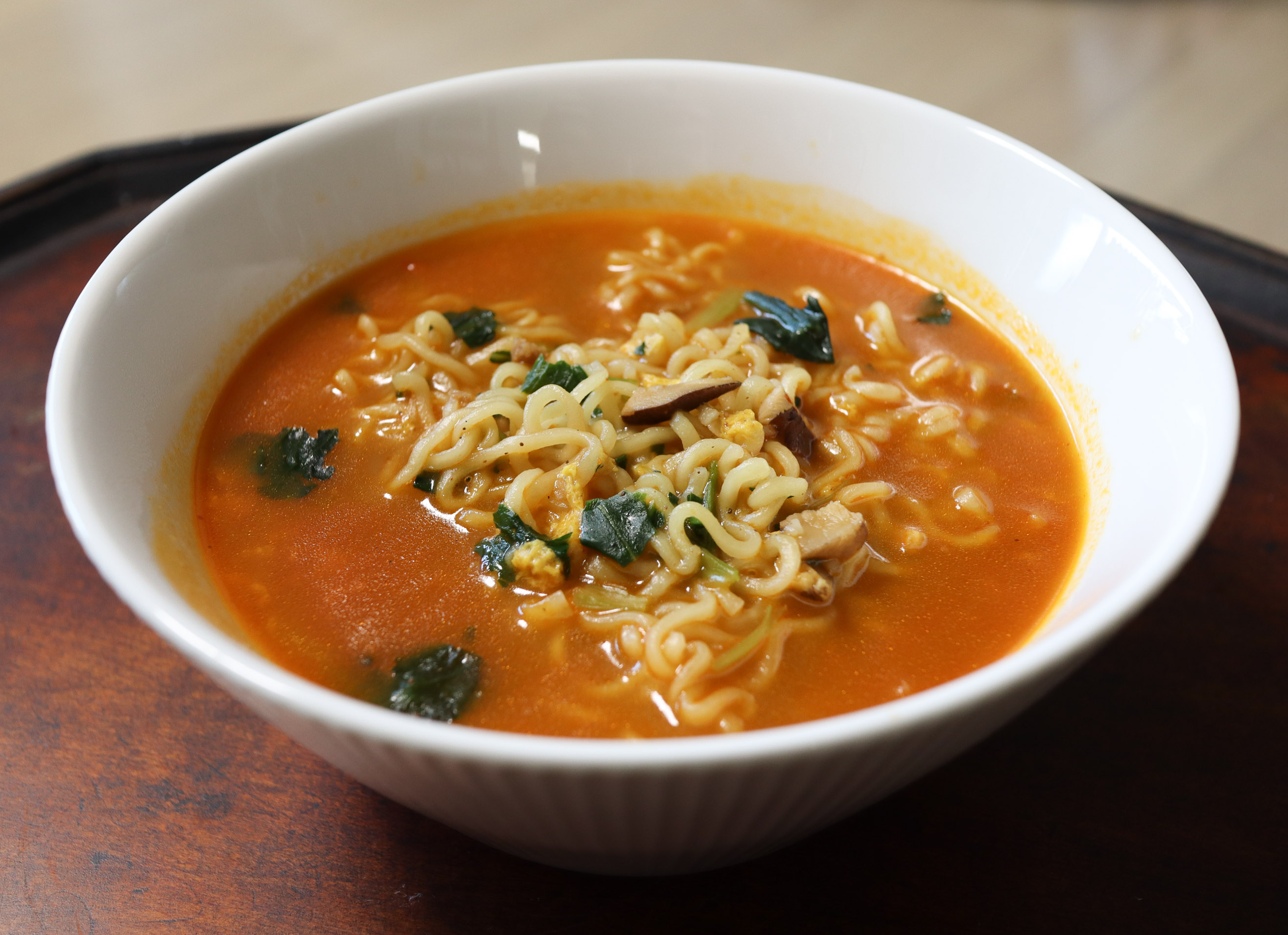
신라면 블랙

신라면 블랙 사발
2017년 12월 전자레인지에 조리가 가능한 '신라면블랙사발'을 출시하였다.
신라면 건면
2018년 출시되었다. 대신 열량은 350칼로리이며, 내용량은 97g으로 기존 라면보다 23g 더 가볍고 면을 건조 및 숙성 처리 과정을 거치는 것으로 보이게 된다.

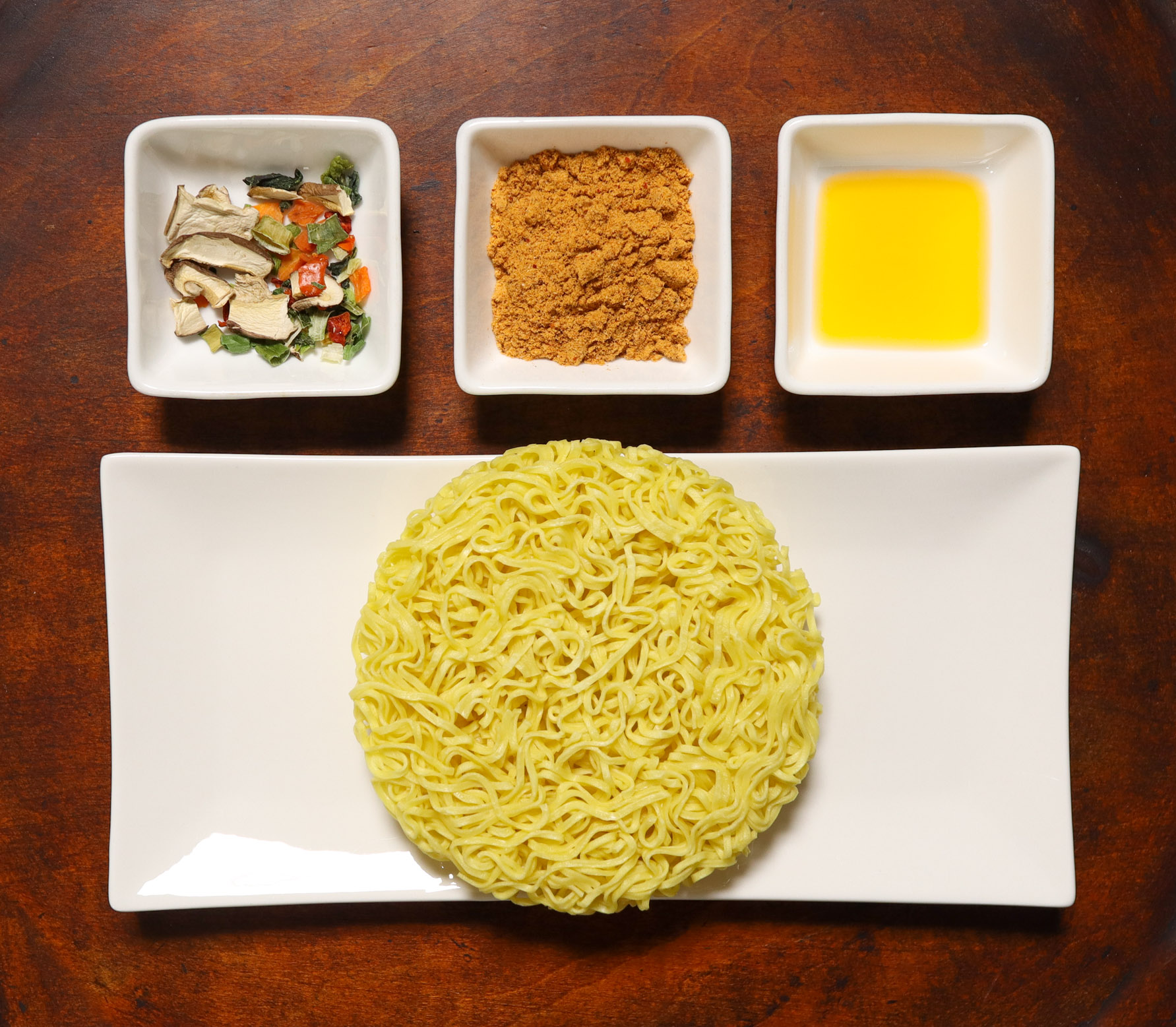
신라면 건면 재료
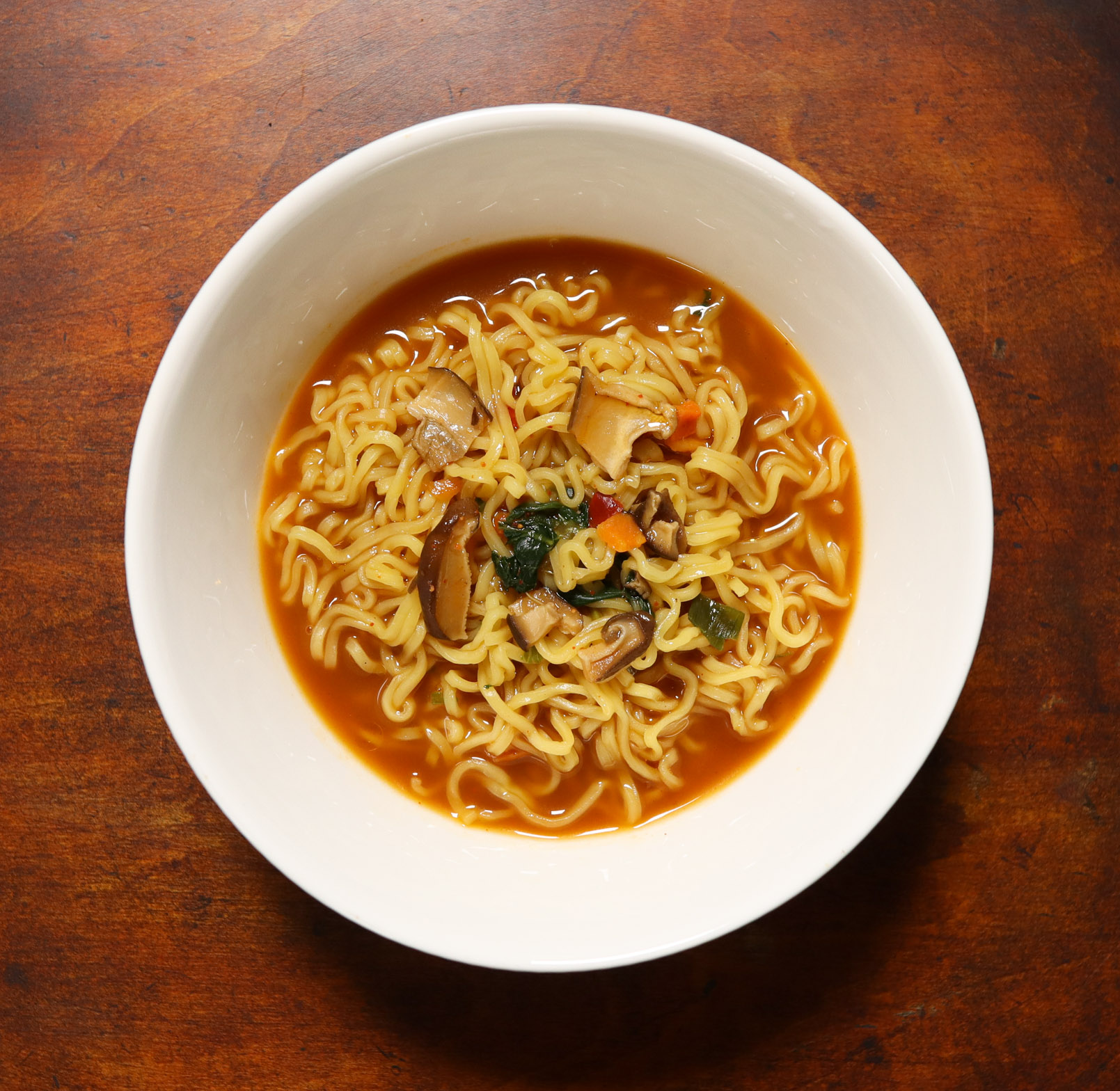
신라면 건면
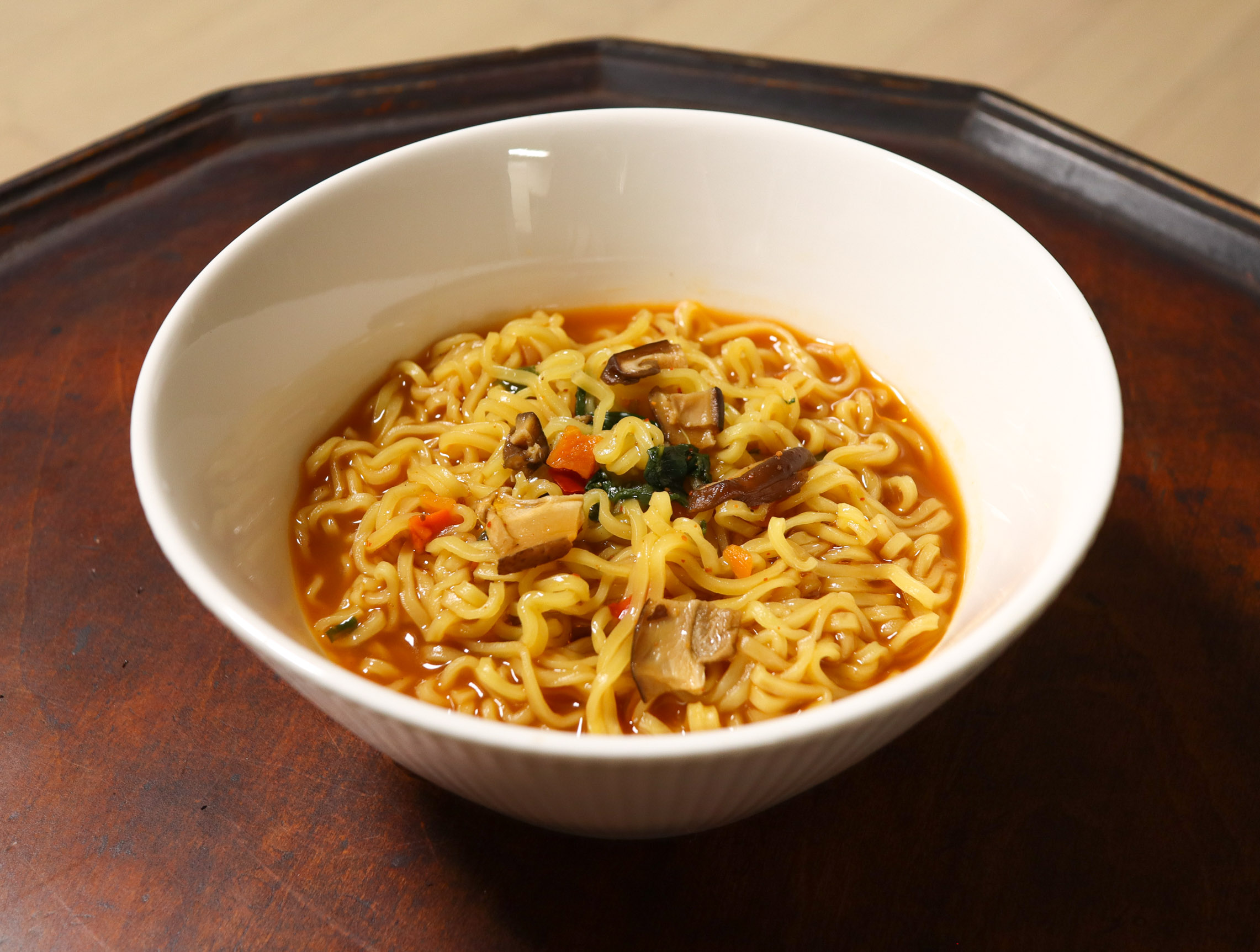
신라면 건면

신라면 건면 사발
2020년 5월에 출시되었으며, 열량은 285kcal, 내용량은 77g으로 일반 유탕 처리된 사발면의 정량이 약 100g을 전후하여 나오는 것과 비교하면 더 적게 나오는 것을 주안점으로 둔다.
신라면 블랙 사발 두부김치
2020년 8월에 출시되었다. 열량은 400kcal, 내용량은 94g으로 신라면 건면 봉지면과 비슷하다.
2023년 1월 18일, 신라면 블랙 두부김치 사발면에서 발암물질인 에틸렌옥사이드이 나와 논란이 일었는데, 대만 수출용 라면에서만 농약 성분이 나왔다며 농심이 발표하였고, 라면 1,000박스를 폐기하며 발빠른 대처를 보였다.
신라면 블랙 두부김치
2020년 11월에 봉지면으로 새로 출시되었으며, 열량은 530kcal이다. 중량 역시 127g으로 짜파게티의 140g과 비교하여도 13g이 더 적다.

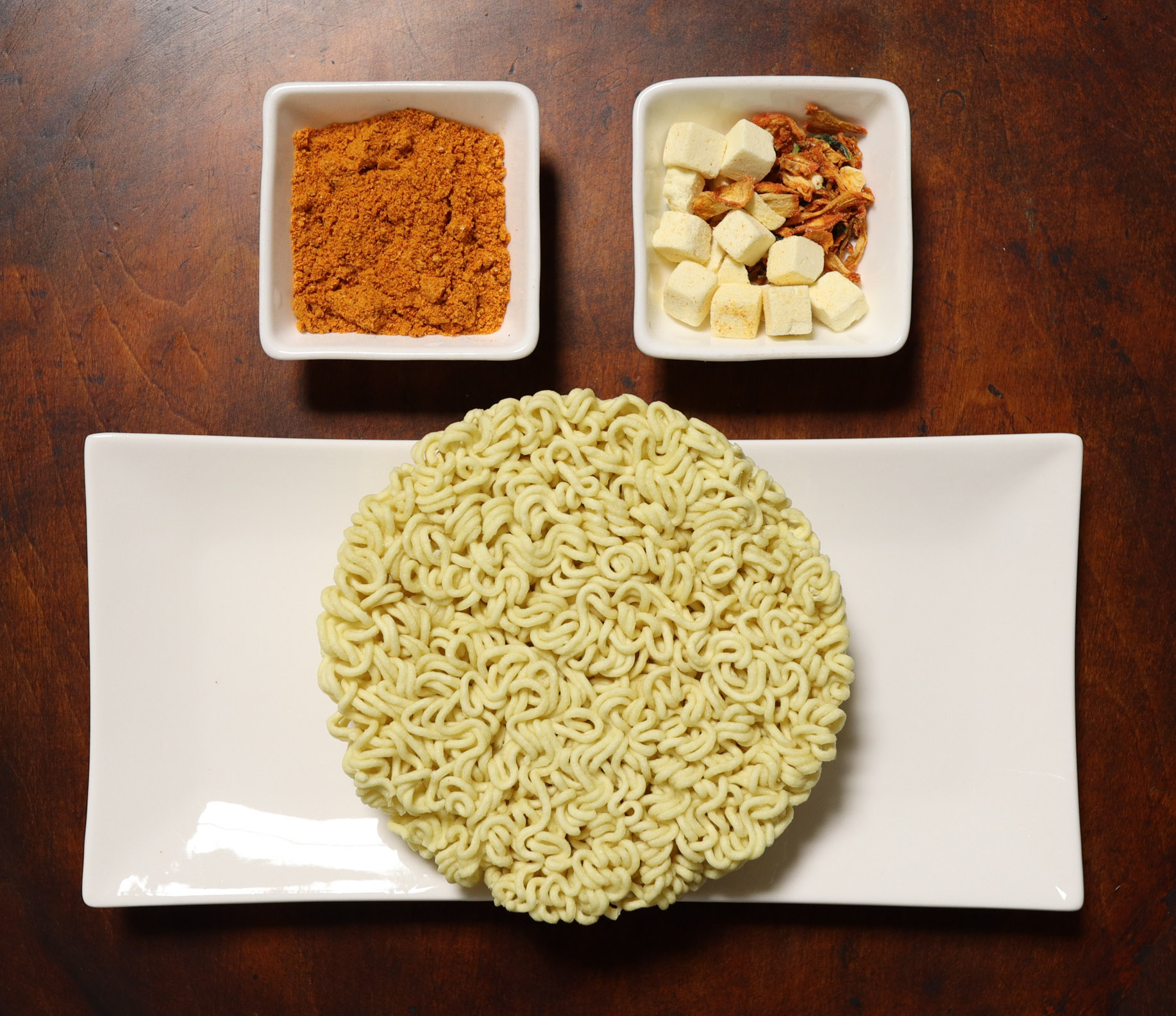
신라면 블랙 두부김치 재료
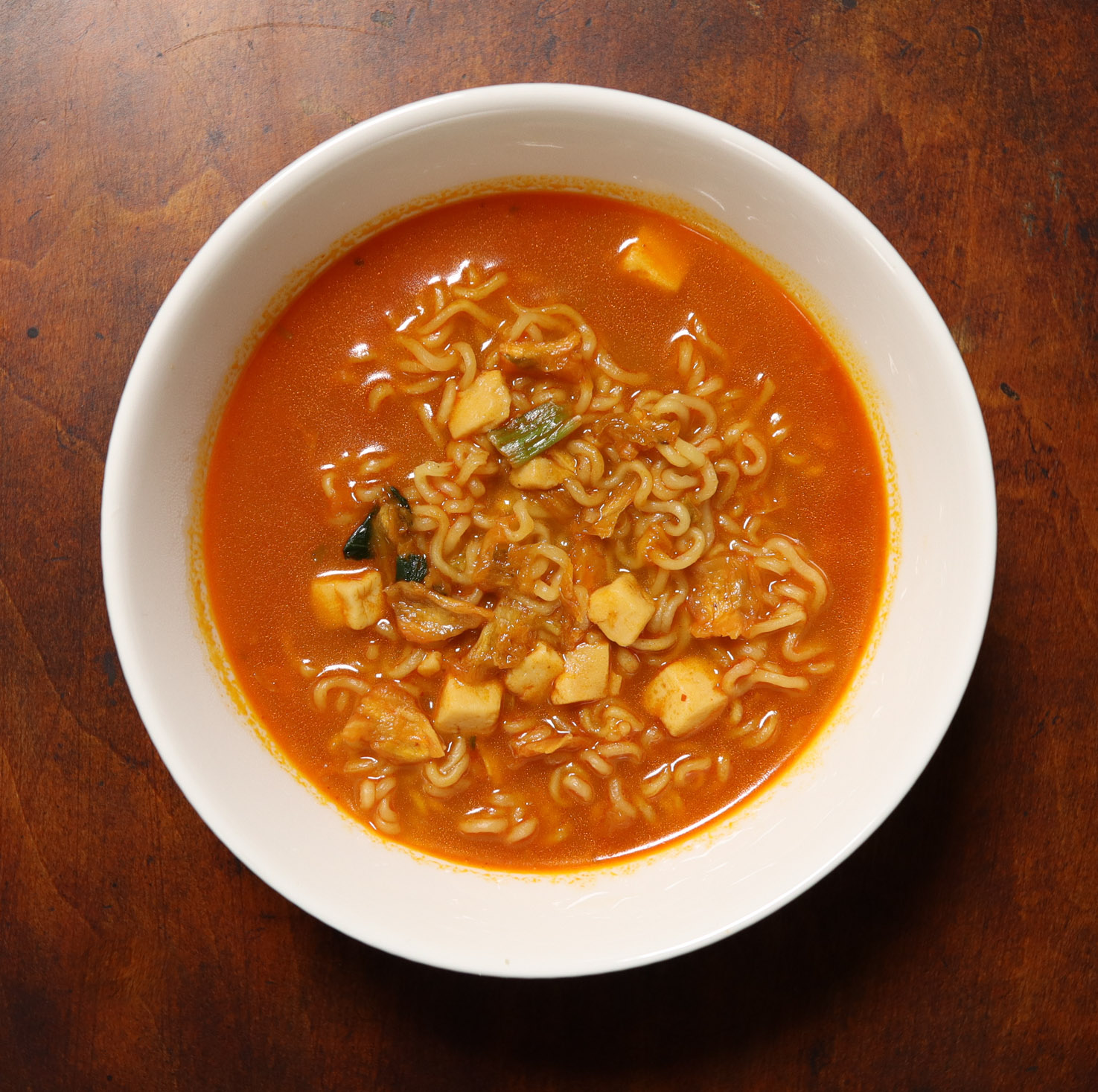
신라면 블랙 두부김치
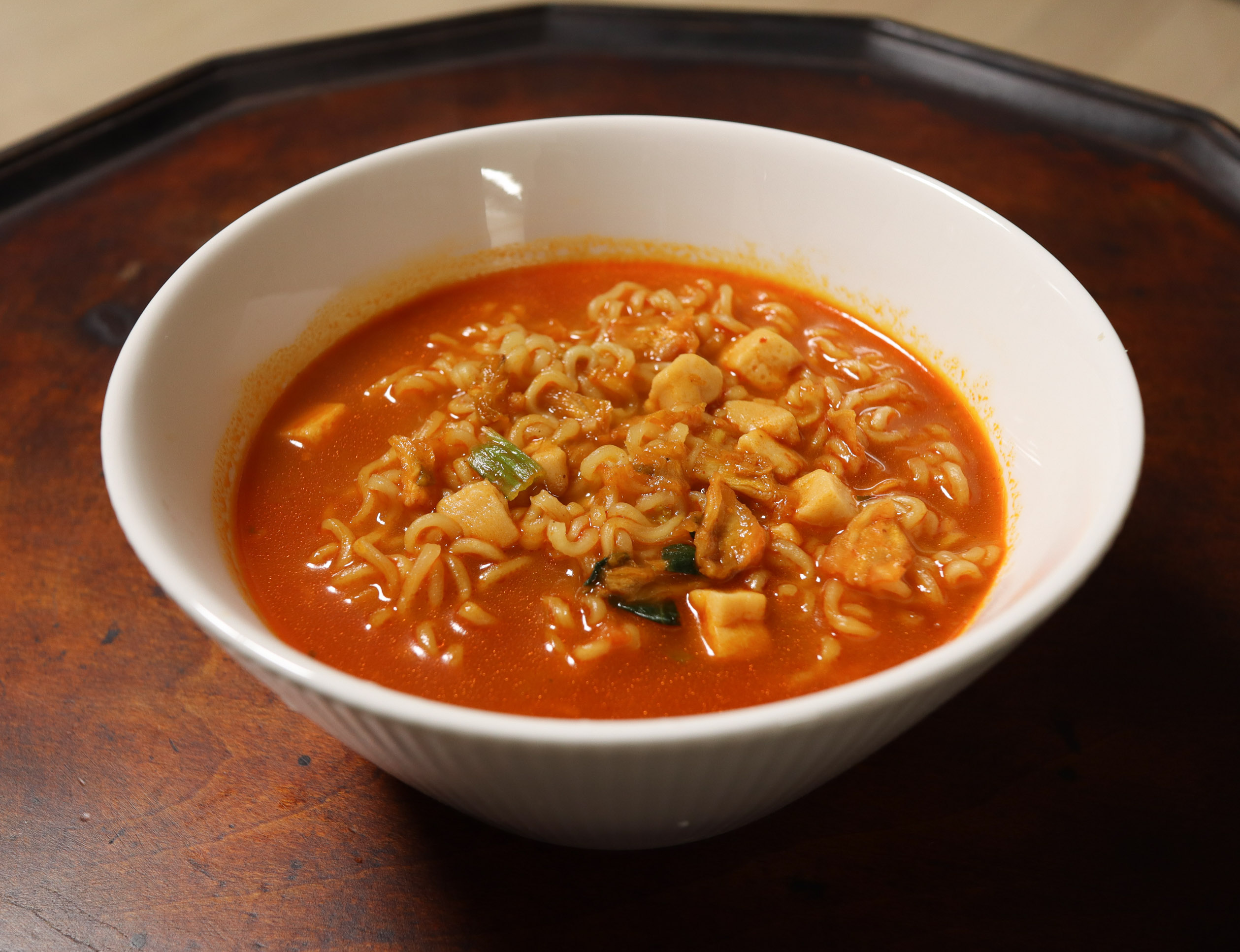
신라면 블랙 두부김치

신라면 볶음면
신라면 출시 35주년만에 2021년 7월에 봉지면으로 출시되었으며, 열량은 600kcal, 내용량은 131g이다. 조리 방식은 기존 신라면보다 더 짧은 2분이다.

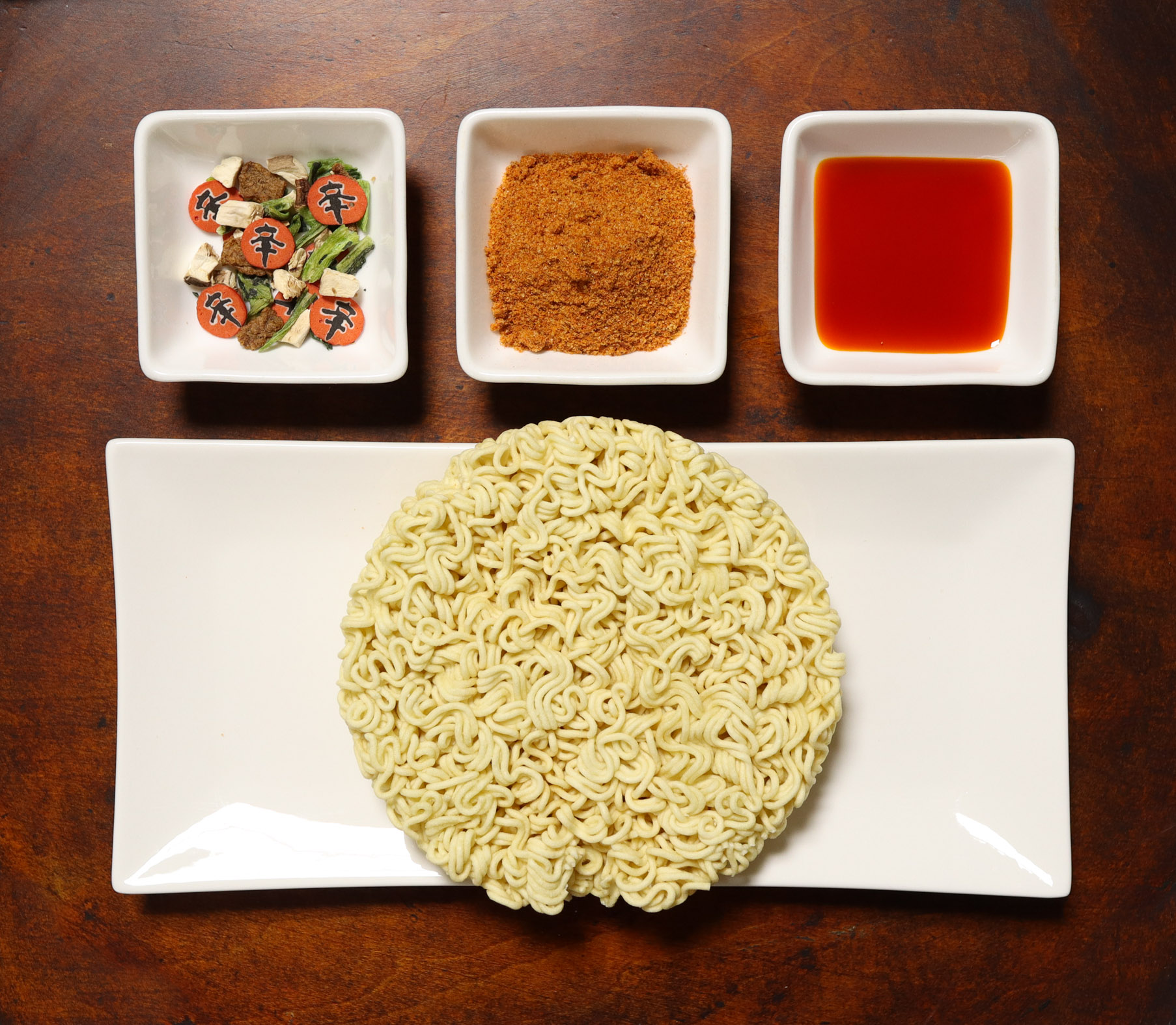
신라면 볶음면 재료
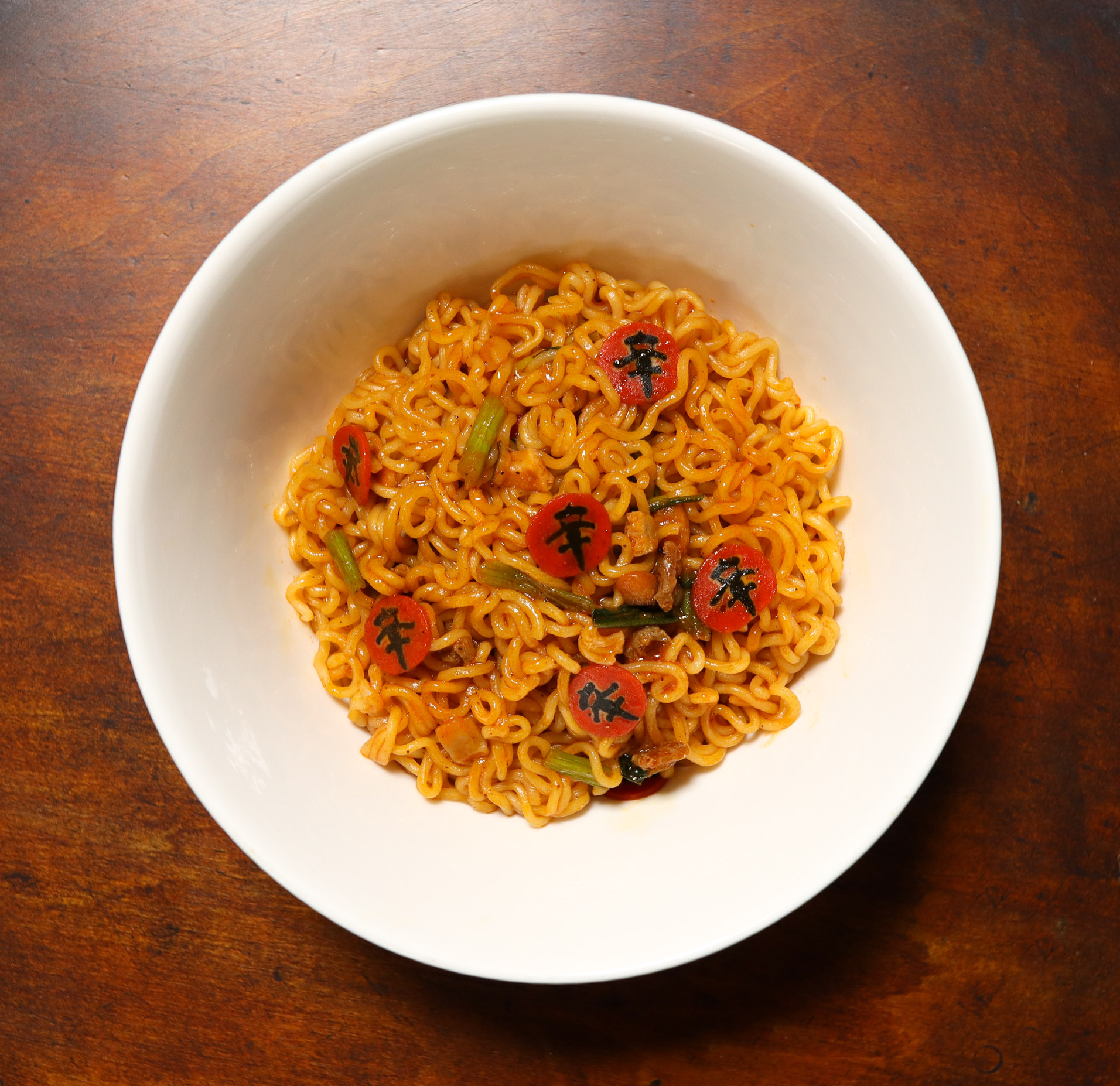
신라면 볶음면
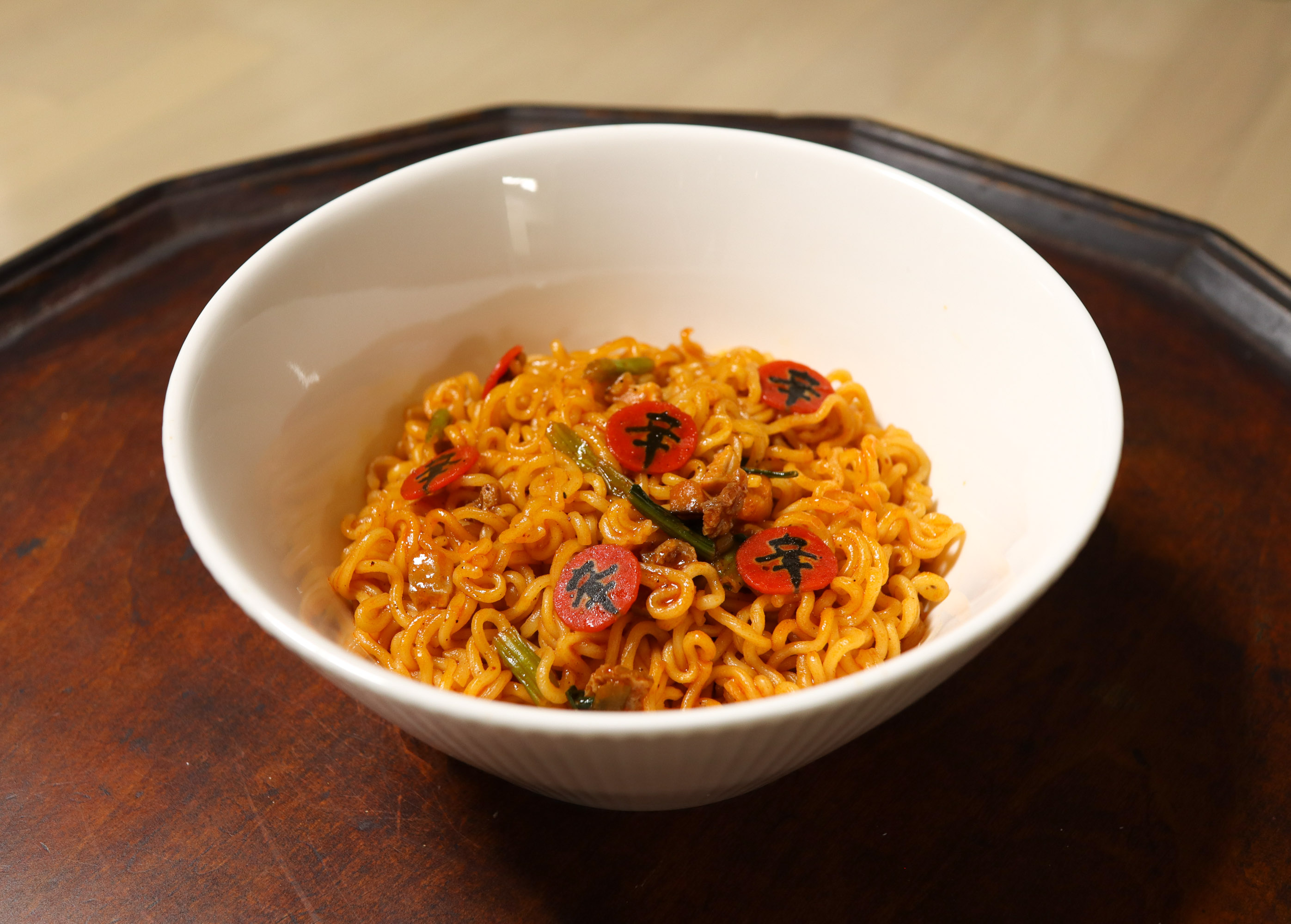
신라면 볶음면

신라면 볶음면 큰사발
신라면 출시 35주년만에 2021년 7월에 큰사발으로 출시되었으며, 열량은 465kcal, 내용량은 103g이다. 조리 방식은 기존 신라면 사발 용기와 달리 3분만 조리해야 한다.
신라면 그린
대한민국에서는 출시하지 않고 대한민국 이외의 국가들로 수출하여 판매하는 신라면이다.
신라면 골드
신라면 그린처럼 대한민국에서는 출시하지 않고 대한민국 이외의 다른 나라들로만 수출하여 판매하는 신라면이다.
새우맛 신라면
해외에서 판매하지 않는 신라면이다. 봉지에 표지가 일반 신라면 같다.
신라면 더 레드
2023년 7월 28일에 봉지면으로 출시되었다. 기존 신라면보다 더 매운 것으로 강조되어 있으며, 영어로 'The'가 붙은 것이 특징이다. 그 이유는 해외 수출용 신라면 레드와 쉽게 구분하려는 의도로 풀이한다.
신라면 툼바
2024년 10월 13일부터 137g 짜리의 봉지면으로 출시되었다. 신라면 툼바에는 분말스프 대신 액상 소스가 들어가며, 맛에 대한 호불호가 따로 갈린다. 그러나 실질적으로는 용기면 113g 짜리가 제일 먼저 출시하였던 것으로 드러난다.

### 할랄 인증
2011년 4월, 부산광역시에 신라면 할랄 전용 생산라인을 만들고 한국이슬람교중앙회의 할랄인증을 받았다.  소고기 성분을 아예 빼고 콩과 버섯 등으로 신라면과 동일한 맛을 낼수 있도록 개발되었다. 소고기 성분을 유지하려면 사용되는 소의 도축을 반드시 할랄 방식을 거쳐야하는 까다로운 규정이 걸림돌이 되었기 때문이다. 할랄 인증 제품은 사우디아라비아, UAE 등에 유통되고 있다.
2013년에는 말레이시아 인증기관 ‘자킴(JAKIM)’으로부터 할랄 인증을 획득하였다.

## 유통과 매출

### 유통
일본, 중국, 미국, 호주, 영국, 아프리카, 이슬람 세계 등 전세계 100여 개국에 유통되고 있다. 미국(LA), 중국(상해, 심양)의 공장에서는 현지 생산하여 유통한다. 2013년, 미국 월마트(Walmart)와 직거래 계약을 맺고 미국 전역 4,000여 개 전 매장에 라면을 직접 공급하고 있다. 같은 해 5월부터는 신라면컵을 미국 아메리칸 항공(American Airlines)에 직접 공급하였다.

### 매출 및 시장 점유율
2015년도 기준 9개권역(서울, 8도)에서 시장점유율 1위(13%)를 기록하였다.
제조사는 2015년 말 기준 국내외 신라면 누적 판매량 280억개, 누적매출이 10조 6000억원으로 집계됐다고 발표했다. (2015년의 국내외 매출은 6,850억원, 시장점유율은 13%였다. 신라면은 현재 100여개국에 유통되고 있으며, 매출의 70%는 대한민국에서 발생하고있다. 국내 매출은 약 4,500억원으로 약 2조원 국내 라면시장의 4분의 1에 해당한다. 대한민국의 라면시장에서 단일품목으로 20년 이상 1위를 차지하고 있다.

## 논란
신라면 블랙 출시 이후, 공정거래위원회는 제품 광고의 표현이 허위 및 과장 표시에 해당("설렁탕 한그릇의 영양이 그대로 담겨 있다", "완전식품에 가까운 식품" 등의 표현)된다고 판정되어 시정명령과 함께 과징금을 부여받았다. 하지만 이와 같은 공정거래위원회의 판단이 억지제재라는 지적도 있었다. 제조사 농심은 출시 4개월만인 2011년 8월 30일에 신라면 블랙의 대한민국에서의 유통을 중단하고 그밖의 해외에서만 판매하기로 결정하였다. 하지만 이후 고객의 요청에 의해 대한민국에서 신라면 블랙의 유통이 중단됐었던 1년만인 2012년 10월 대한민국에 다시 신라면 블랙을 재출시하였다.

## 참고
신라면배 세계 바둑대회를 1999년부터 후원해왔다. 세계 최초의 국가대항전이라는 독특한 방식으로 진행된다. 일본에서는 '신라면의 날', '신라면 키친카' 를 진행하였다.

## 기타

### 신라면 지수
빅맥지수와 같이 제조사에서 신라면을 이용해 발표한 주요 국가의 물가 수준 및 통화를 가늠하는 지표이다.

### 영화 속 신라면
‘봄날은 간다’(2001년)
라면 먹을래요?는 은수(이영애)가 상우(유지태)에게 건넨 유명한 대사로, 이후 주인공이 신라면을 부수어 먹는 장면이 나온다.

### 신라면 전쟁
대한민국의 대형할인점에서는 미끼 상품으로 특정 상품을 대폭 할인하여 유인하는 경우가 있는데, 2010년 11월 이마트가 경기 용인에 첫 창고형 할인점인 트레이더스 구성점을 열면서 창고형 할인점인 코스트코 양재점과 이른바 '신라면 전쟁'이 벌어졌다.
트레이더스 구성점은 개점 기념으로 30개들이 신라면 1박스를 1만5천990원(개당 533원)에 내놓으며 촉발된 경쟁은 20여일 만에 정상가(1만5000~1만6000원)의 반값 이하인 8천590원(개당 286원)까지 가격이 내려갔다. 이 신라면 전쟁은 코스트코 양재점이 신라면 가격을 원상회복 하면서 이마트의 승리로 끝났다.

## 갤러리

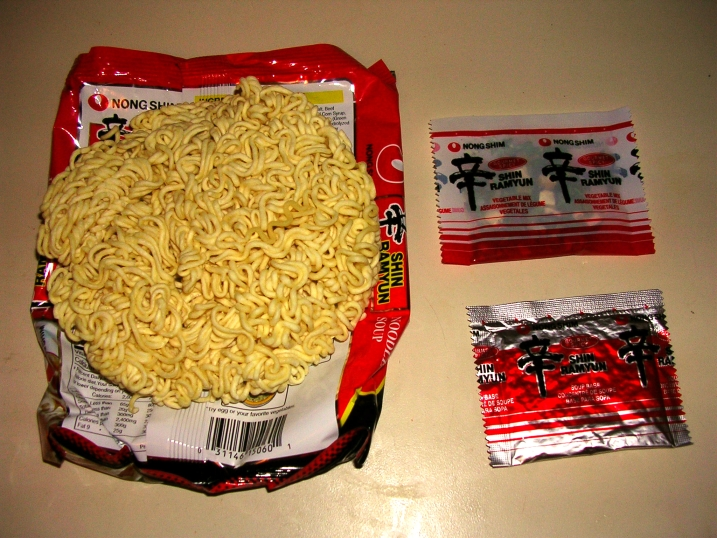
면과 스프 세트
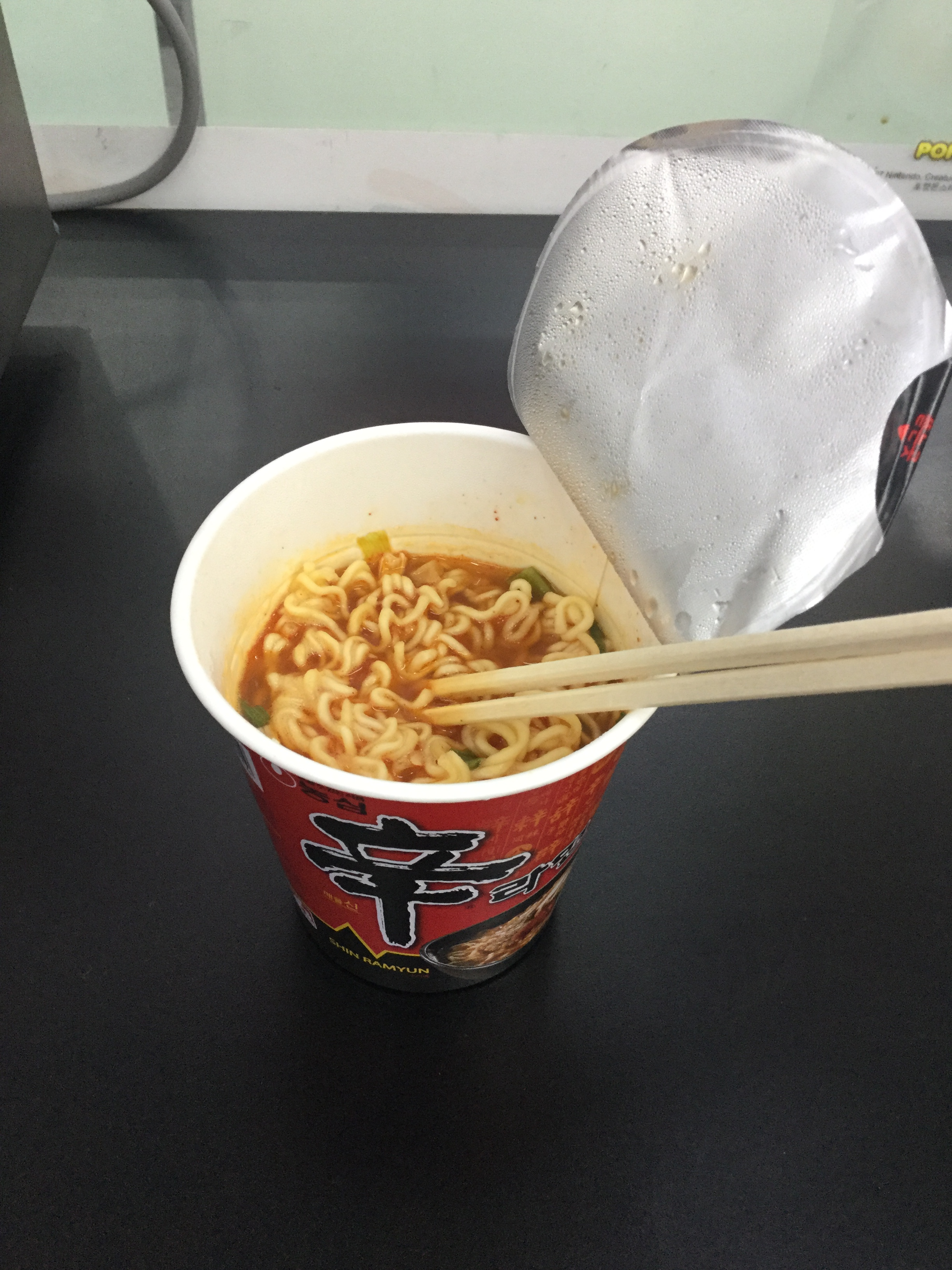
이미 조리된 상태인 신라면 컵라면
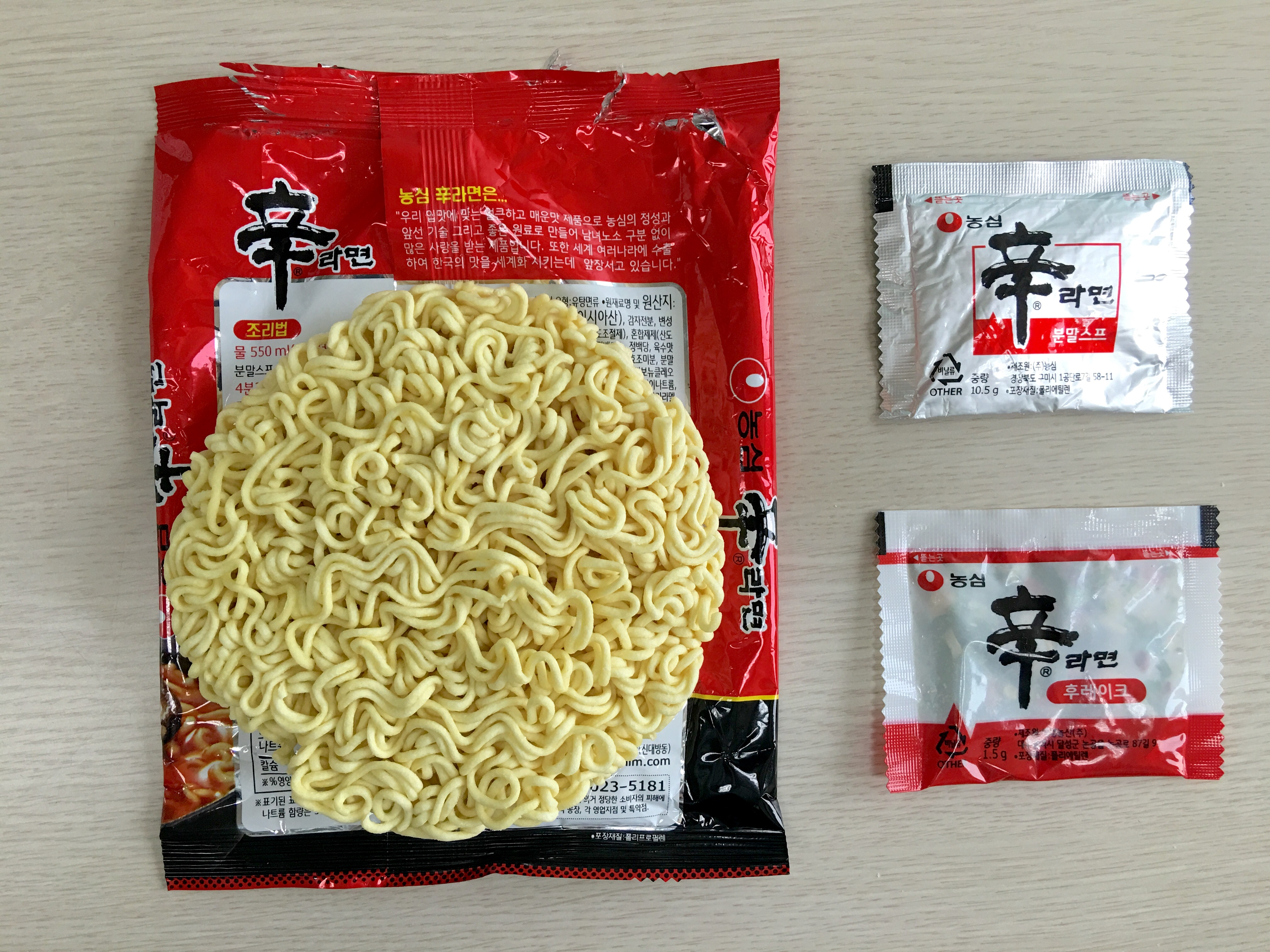
신라면의 구성품

## 같이 보기
- 농심
- 안성탕면
- 오징어짬뽕
- 짜파구리
- 짜파게티
- 너구리